# Austrocarabodes sinuosociliatus
Austrocarabodes sinuosociliatus är en kvalsterart som beskrevs av Sandór Mahunka 1983. Austrocarabodes sinuosociliatus ingår i släktet Austrocarabodes och familjen Carabodidae. Inga underarter finns listade.